# لبنان في الألعاب الأولمبية الشتوية 1956
شاركت لبنان في دورة الألعاب الأولمبية الشتوية لعام 1956، والتي أقيمت في مدينة كورتينا دامبيزو في إيطاليا خلال الفترة من 26 يناير (كانون الثاني) 1956، وحتى 5 فبراير (شباط) 1956 بمُشاركة 821 رياضي (بينهم 687 لاعب في منافسات الرجال، و134 لاعبة في منافسات السيدات) من 32 دولة، وتنافسوا في 8 ألعاب خلال 24 منافسة. كانت هذه هي المُشاركة الثالثة للبنان في بطولة الألعاب الأولمبية الشتوية منذ إنشائها، ولم تتمكّن لبنان خلال منافسات هذه البطولة من حصد أيّة ميداليات.

## الميداليات
لم يتمكّن لاعبو لبنان من حصد أية ميداليات خلال منافسات النُسخة السابعة من بطولة دورة الألعاب الأولمبية الشتوية لعام 1956.

## اللاعبون المُشاركون
شاركت لبنان في منافسات النُسخة السابعة من بطولة دورة الألعاب الأولمبية الشتوية عام 1956 بثلاثة لاعبين في لُعبتين. ويوضح الجدول التالي أسماء اللاعبين واللاعبات الذين شاركوا من لبنان في منافسات النُسخة الثالثة من بطولة دورة الألعاب الأولمبية الشتوية عام 1956:
| اسم اللاعب المُشارك | اللعبة               |
| ------------------ | -------------------- |
| جان كيروز          | التزلج على الجليد    |
| إبراهيم جعجع       | التزلج على الجليد    |
| جورج الجريدي       | التزلج على الجليد    |
| جورج الجريدي       | التزلج العابر للحدود |

## النتائج

### منافسات التزلج على الجليد
| رياضي        | حدث                 | سباق 1   | سباق 1 | سباق 2 | سباق 2 | إجمالي   | إجمالي |
| رياضي        | حدث                 | وقت      | مرتبة  | وقت    | مرتبة  | وقت      | مرتبة  |
| ------------ | ------------------- | -------- | ------ | ------ | ------ | -------- | ------ |
| جان كيروز    | سباق المنحدر        |          |        |        |        | 4:57.6   | 43     |
| إبراهيم جعجع | سباق المنحدر        |          |        |        |        | 4:33.1   | 42     |
| جورج الجريدي | سباق التعرج العملاق |          |        |        |        | 5:34.8   | 86     |
| جان كيروز    | سباق التعرج العملاق |          |        |        |        | 4:40.6   | 81     |
| إبراهيم جعجع | سباق التعرج العملاق |          |        |        |        | 4:10.0   | 71     |
| جان كيروز    | تزلج متعرج          | لم يتأهل | –      | –      | –      | لم يتأهل | –      |
| إبراهيم جعجع | تزلج متعرج          | 2:49.7   | 59     | 3:18.9 | 57     | 6:08.6   | 57     |

### التزلج العابر للحدود
| اسم اللاعب   | المنافسات  | الوقت    | المرتبة |
| ------------ | ---------- | -------- | ------- |
| جورج الجريدي | 15 كيلومتر | لم يتأهل | –       |